# 9949 Brontosaurus
A 9949 Brontosaurus (ideiglenes jelöléssel 1990 SK6) a Naprendszer kisbolygóövében található aszteroida. Eric Walter Elst fedezte fel 1990. szeptember 22-én.
Nevét a Brontosaurus nevű dinoszaurusznem után kapta.